# Скоп'є (футбольний клуб)
ФК «Скоп'є» (мак. Фудбалски клуб Скопје) — македонський футбольний клуб з однойменного міста, заснований у 1960 році. Виступає у Першій лізі. Домашні матчі приймає на стадіоні «Железнарниця», місткістю 1 200 глядачів.